# Скорый (тендер, 1833)
«Скорый» — парусный тендер или катер Черноморского флота Российской империи, находившееся в составе флота с 1833 по 1838 год. Во время службы использовался в качестве крейсерского судна, а 31 мая (12 июня) 1838 года разбился в районе Туапсе во время шторма.

## Описание судна
Одномачтовое судно с деревянным корпусом и парусным вооружением тендера, в различных источниках упоминается в качестве парусного тендера или катера. Длина судна по верхней палубе по сведениям из различных источников составляла от 14,6 до 15,3 метра, ширина — 5,7 метра, а осадка — 3,1 метра. Вооружение тендера могли составлять от 6 до 12 орудий.

## История службы
Тендер «Скорый» был заложен на стапеле Севастопольского адмиралтейства 9 (21) августа 1832 года и после спуска на воду 28 мая (9 июня) 1833 года вошел в состав Черноморского флота России. Строительство вёл кораблестроитель подпоручик С. И. Чернявский.
В 1833 году находился в порту Севастополя, в кампанию этого года командир тендера лейтенант П. Ф. Хомутов был награждён годовым окладом жалования. В кампании с 1834 по 1835 год ежегодно в составе отрядов кораблей Черноморского флота выходил в крейсерские плавания по Чёрному морю к берегам Кавказа.
В 1836 году принимал также принимал участие в крейсерских плаваниях у кавказских берегов, после чего совершил переход из Геленджика в Севастополь.
В кампанию 1837 года также принимал участие в крейсерских плаваниях у берегов Абхазии.
30 мая (11 июня) 1838 года в составе отряда из пяти судов находился в устье реки Туапсе при Вельяминовском форте. В ночь на 31 мая (12 июня) отряд был застигнут сильным штормом, во время которого тендер начало сносить к берегу и заливать волнами. При возникновении опасности затопления судна на глубине экипаж обрубив якорные концы и подняв паруса, сумел в течение часа посадить тендер на мель на расстоянии примерно 10 метров от берега. Однако, посаженный на мель тендер начало бросать с борта на борт и в конце концов положило на один из бортов в сторон моря, в связи с чем спасение как самого судна стало невозможным, а экипажа затруднительным. Однако, с помощью находившихся на берегу солдат, на борт тендера удалось завести конец, с помощью которого экипажу в полном составе удалось перебраться на берег. Сам тендер во время шторма зарыло в песок. Также во время этого шторма погибли и остальные суда отряда, включая пароход «Язон», бриг «Фемистокл», тендер «Луч» и транспорт «Ланжерон», а также 3 находившихся там купеческих судна. После высадки на берег экипажам разбившихся кораблей тут же пришлось вступить в бой с напавшими на них горцами. За отличие при отражении горцев во время кораблекрушения позднее командир тендера лейтенант П. И. Кислинский был награждён орденом Святого Станислава II степени.
Впоследствии тендер был поднят, отремонтирован и вновь спущен на воду, однако сведений о его дальнейшей судьбе не сохранилось.

## Командиры судна
Командирами судна «Скорый» в составе Российского императорского флота в разное время служили:
- помощник капитана над севастопольским портом лейтенант, а с 6 (18) декабря 1834 года капитан-лейтенант П. Ф. Хомутов (1833—1836 годы)[12];
- лейтенант П. И. Кислинский (с 1836 года до 31 мая (12 июня) 1838 года)[13].